# Vakuumklocka
En vakuumklocka används bland annat inom bilindustrin för styrning av turbons tryck. Vakuumklockan gör att när tillräckligt tryck uppnås i kompressordelen trycks ett membran inuti vakuumklockan till och flyttar en stång som öppnar avgasflödet förbi turbons lameller och ut i avgasröret. På så sätt kan inte turbon ladda mer tryck då avgaserna från motorn går förbi. Oftast görs detta mekaniskt, en slang från det trycksatta röret från kompressordelen går till vakuumklockan även kallad Wastegate som sitter vid turbindelen (oftast).